# Résolution 378 du Conseil de sécurité des Nations unies
Membres permanents
- Chine
- États-Unis
- France
- Royaume-Uni
- URSS

Membres non permanents
- RSS de Biélorussie
- Cameroun
- Costa Rica
- Guyana
- Iraq
- Italie
- Japon
- Mauritanie
- Suède
- Tanzanie

Résolution no 377 Résolution no 379
La résolution 378 du Conseil de sécurité des Nations unies est adoptée à 13 voix contre zéro lors de la 1 851e séance du Conseil de sécurité des Nations unies le 23 octobre 1975, a examiné un rapport du secrétaire général et a pris note de l'évolution de la situation au Moyen-Orient. Le Secrétaire général a estimé que tout relâchement dans la recherche de la paix à cette époque était particulièrement dangereux et a demandé instamment qu'une solution soit apportée à la situation, notamment par l'adaptation du plan défini dans la résolution 338.
Dans cette optique, le Conseil a demandé à toutes les parties concernées d'appliquer immédiatement la résolution 338, il a renouvelé le mandat de la Force d'urgence des Nations unies (FUNU) pour une année supplémentaire jusqu'au 24 octobre 1976 et a demandé au Secrétaire général de présenter un autre rapport sur la situation à la fin de cette année. Le Conseil s'est également déclaré convaincu que la force serait maintenue avec « un maximum d'efficacité et d'économie ».
La résolution a été adoptée par 13 voix ; la Chine et l'Irak n'ont pas participé au vote.

### Sources
- (en) Cet article est partiellement ou en totalité issu de l’article de Wikipédia en anglais intitulé « United Nations Security Council Resolution 378 » (voir la liste des auteurs).

### Texte
- Résolution 378 sur fr.wikisource.org
- Résolution 378 sur en.wikisource.org